# Helenaea torretassoi
Helenaea torretassoi is een keversoort uit de familie van de loopkevers (Carabidae). De wetenschappelijke naam van de soort is voor het eerst geldig gepubliceerd in 1934 door Schatzmayr & Koch.